# Cinematic
Cinematic は、アウル・シティー（Owl City）のアルバム。 2018年6月1日に発売された。

## 概要
前作Mobile Orchestraから3年振りの6作目となるアルバム。
これまでアウル･シティーのアルバムは彼のイマジネーションが元となっていたが、これはコンセプトが異なりアダム・ヤング本人の自伝的アルバムとなっている。
販売形態は一般ではデジタル・ダウンロードのみだが、アウル・シティーの公式サイトではレコードのLP盤が販売されている。
先行でシングル「All My Friends」がオンラインで配信され、そのミュージックビデオが「Lucid Dream」、「New York City」の3部作としてYouTubeで公開された。
また、「Not All Heroes Wear Capes」は、当初、2017年6月に父の日のための歌として単独のシングルで公開されたが、のちに『Cinematic』の収録曲であるとアウル･シティーの公式サイトで発表された。この歌についてはアコースティック・バージョンのミュージックビデオがYouTubeにあり、アダムと彼の父が出演している。
その他、アダムが空のミニ・シアターでシンセを弾き語りした「The 5th of July」、「Be Brave」、「Montana」のアコースティック・バージョンのライブ・ビデオが随時YouTubeで公開され、「The 5th of July」はアルバム・バージョンと一部異なったメロディーと歌詞になっている。
なお、アルバム発売前にはReelと呼ばれる3つのEP(各3曲収録)が発売された。オンラインでアルバムを予約した人は、Reelが発売される毎に随時先行配信された。
| トラック番号 | 曲名                         | 時間 | テーマ                     | 備考     |
| ------------ | ---------------------------- | ---- | -------------------------- | -------- |
| 1            | Fiji Water                   | 4:20 | デビュー直前               | 先行配信 |
| 2            | The 5th of July              | 4:11 | 産まれた日に。両親祖父母へ | 先行配信 |
| 3            | All My Friends               | 3:25 | 幼馴染の友人達へ           | 先行配信 |
| 4            | House Wren                   | 3:30 | 夏の日の祖母の家           |          |
| 5            | Not All Heroes Wear Capes    | 3:46 | 父はヒーロー               | 先行配信 |
| 6            | Montana                      | 4:06 | ビルのモンタナ物語         | 先行配信 |
| 7            | Lucid Dream                  | 4:21 | ある夜の夢                 | 先行配信 |
| 8            | Always                       | 4:36 | 父のための祈り             |          |
| 9            | Cloud Nine                   | 3:52 | それが人生                 | 先行配信 |
| 10           | Winners Never Quit           | 3:39 | 夢をあきらめないで         |          |
| 11           | Madeline Island              | 4:36 | マデリン島での家族旅行     |          |
| 12           | Be Brave                     | 5:15 | 彼女との出会い             | 先行配信 |
| 13           | New York City                | 3:44 | はじめての長距離ドライブ   | 先行配信 |
| 14           | Firebird                     | 3:59 | ある兄妹の物語。彼女の視点 |          |
| 15           | Cinematic                    | 4:13 | 人生は映画のようなもの     |          |
| 16           | All My Friends (Alt Version) | 3:28 |                            |          |
| 17           | Montana (Alt Version)        | 3:49 |                            |          |
| 18           | Firebird (Alt Version)       | 4:30 |                            |          |